# 교육공무직원
교육공무직원은 대한민국의 교육부 산하, 시도교육청 산하 학교와 기관에서 교육업무지원과 행정업무 등을 담당하는 교직원이다.(법률적으론 국공립교육기관에 속한 무기계약직을 뜻하는 준말로, 광의로는 교육기관내 계약직 등의 비공무원을 총칭한다. 응시한계연령 및 정년연령은 만60세이다. 전산실무사, 과학실무사, 행정실무사, 교무실무사 방과후업무실무사 학교 및 지역교육청에서 시행하는 특수사업인력 등을 포괄한다. 초기 학교회계로 고용한 인력이라 하여 학교회계직이라 불렀으며 학교에서 회계업무를 보는 직종으로 명칭이 혼동된다 하여 2012년에는 교육실무직원으로, 2015년에는 일부 지역교육청에서는 교육공무직원으로 명칭이 변경되었다.(사립교육기관에서의 공식명칭은 대게 '학교회계직원'이다. 교육공무직이라 함은 지방조례에 의하여 법적근거를 두어 국공립학교에 한정적으로 사용되나, 통상적으로 사용되기도 한다.)
통상적으로 교육공무직원이라 하면 학교 및 각급 교육기관에서 근무하며 전산, 과학, 행정, 조리, 영양, 시설, 교무, 아동복지 등의 업무에 종사하는 무기계약직, 기간제 계약직 및 교육청이 시행하는 한시사업인력 및 특수목적 채용인력을 모두 포괄적으로 부르는 명칭이다.
대학 이상의 고등교육기관에서 근무하는 교육공무직원 중 사립대학 교직원은 정규직, 무기계약직, 계약직으로 나뉜다. 이 중 정규직은 국립대학에서 근무하는 교육행정직 공무원과는 달리 공무원 신분은 아니지만, 사학연금제도의 적용을 근거로 이와 대응한다고 볼 수 있다.
공무원이 아닌 일반 근로자이기 때문에 근로기준법을 적용받으며, 지역과 직종에 따라 임금과 복무, 근무시간 등 차이가 존재한다. 근무형태는 크게 방학중비근무자와 상시근무자로 구분된다. 
직종의 분류는 전체 지방교육청 공통 기준 및 관련분야 순이고, 직종 옆의 괄호"( )"의 내용은 교육부 학교회계직원 또는 과거의 명칭이다. 아래 표에 있는 직종 외에 지역별로 수많은 직종이 존재한다.
| - 기술직분야 - 전산실무사(전산실무원)                                         | - 사무행정분야 - 행정실무사 - 행정실무사(육성회직원) - 사무행정실무사                                                | - 교육행정분야 - 교무행정지원사 - 교무실무사 - 방과후코디 - 유치원교육실무사 - 사서(사서) - 과학실험실무사 - 실습실무사 - 중학교사서 | - 급식분야 - 영양사 - 조리사 - 조리원(조리종사원) - 조리실무사 |
| - 시설관리분야 - 시설관리원 - 당직전담원 또는 경비원, 방호원 - 시설관리보조원 | - 아동복지분야 - 초등돌봄전담사 - 상담사 또는 전문상담사 - 특수교육실무사 - 지역사회교육전문가 - 운전원 - 교육복지사 | |                                                                |

## 근무 형태
- 상시근무자: 수업일에 관계없이 상시 근무하는 자를 의미한다.
- 방학중비근무자: 수업일에 근무하며 방학중 비근무하는 자를 의미한다. 교육청 및 교육지원청 근무자는 방학중 비근무자가 없다.

## 명칭의 분류
서론과 같이 교육부, 각 지방교육청마다 다르며 지역마다 불리는 명칭은 아래와 같다.
- 학교회계직원: 교육부(국립학교)
- 교육공무직원: 서울특별시교육청, 경기도교육청, 경상남도교육청, 경상북도교육청, 세종특별자치시교육청, 대전광역시교육청, 대구광역시교육청, 부산광역시교육청, 충청북도교육청, 충청남도교육청, 전북특별자치도교육청, 전라남도교육청, 제주특별자치도교육청, 인천광역시교육청
- 교육공무직: 강원특별자치도교육청, 울산광역시교육청

## 기타
- 학교의 방과후 행정지원인력과 교육청 및 지역교육청의 방과후학교지원센터의 방과후 행정지원인력의 업무는 차이점이 있으며, 직종 또한 같은 교육공무직원 내에서도 행정실무사 또는 교무행정사로 부른다. 방과후학교지원센터의 행정지원인력을 칭할 때에도 행정실무사로 칭하지만 이는 일반 학교의 행정실무사와는 다른 직종으로 분류된다.[2]

- 행정실무사 중 구 육성회 직원은 학부모회, 학교운영위원회, 학교 후원회 업무를 전담으로 하던 인력으로 1953년부터 각급 학교의 시설복구 및 업무지원을 목적으로 학부모의 모임인 기성회가 구성되었다. 이는 1977년 학교육성회로, 1997년 학부모회로 명칭이 변경되었으며 1977년부터는 초중고등학교 및 대학교의 학교육성회의 회비로 고용하는 학교 교무실 행정업무 지원인력을 채용하기 시작하였다. 2012년부터 전국 각지역교육청마다 교육실무직원을 선발하여 초중고교에 한하여 교무보조, 행정실 업무보조 등이 행정실무사 또는 교무실무사, 교육실무사 등으로 명칭이 바뀌면서, 초중고의 구 육성회직원 또는 학부모회 직원도 행정실무사로 통합되었다. 학교장 권한에 따라 업무는 교무나 학사 등 다른 행정실무사의 업무를 일부 분담하기도 한다.

## 외국의 사례
일본에는 교육공무원이 아닌 비정규직을 채용하는데, 그 명칭을 도도부현비 부담 교직원(都道府県費負担教職員)이라 부른다. 도도부현비 부담이라는 것은 각 도도부현의 회계에서 부담한다는 뜻으로, 교육공무직원의 초창기 명칭으로 학교회계로 채용한다는 뜻의 학교회계직원과 유사하다.

## 같이 보기
- (도도부현비 부담 교직원)
- 비정규직
- 근로자
- 가리